# Palais Clary
Le palais Clary (Palazzo Clary), est un palais vénitien, sis sur les quais des Zattere dans le quartier de Dorsoduro, face au canal de la Giudecca, à côté du palais Giustinian Recanati.

## Description
Le palais possède une majestueuse façade sur les Zaterre, de style Renaissance tardive, celle-ci se développe sur trois étages auxquels s'ajoutent un entresol et un grenier, ce qui en fait l'un des plus grands du Dorsoduro et certainement le plus reconnaissable des Zaterre.
Les deux étages nobles du palais sont caractérisés par de larges ouvertures en arc plein cintre : deux fenêtres en monofora (fenêtre simple entourée par des piliers) entourant une amble quadrifora (grande fenêtre scindée en quatre par trois piliers) centrale; de grande taille la quadrifora du premier étage est soutenue par des colonnes ioniques et dotée d'une balustrade en pierre décorée de statues de lions.
Le grenier, avec ses petites ouvertures disposées symétriquement, est parcouru d'une belle corniche dentelée.
L'arrière du palais, où s'allongent deux ailes qui donnent au bâtiment sa forme en U, s'ouvre sur un jardin clos dont le mur finement crénelé est percé d'une arche donnant sur le rio Ognissanti du nom de l'église di Ognissanti voisine.

## Histoire
Le palais devint, au cours du XIXe siècle la propriété du comte Charles Louis de Ficquelmont[réf. nécessaire] puis passa à sa  fille Elisabeth-Alexandrine de Ficquelmont et son époux le prince Edmund Moritz Clary-und-Aldringen dont les descendants en sont toujours les propriétaires.
À l'issue de la Seconde Guerre mondiale, le palais est brièvement confisqué comme bien allemand avant d'être restitué aux princes Clary-Aldringen avec l'aide de la France qui y installe alors son consulat dans les étages inférieurs, le reste du palais étant toujours habité par la famille. 
À la suite d'une réorganisation des représentations diplomatiques françaises, le consulat de France a été fermé en 2001 pour devenir un consulat honoraire, situé depuis dans le Palazzo Morosini del Pestrin (it).

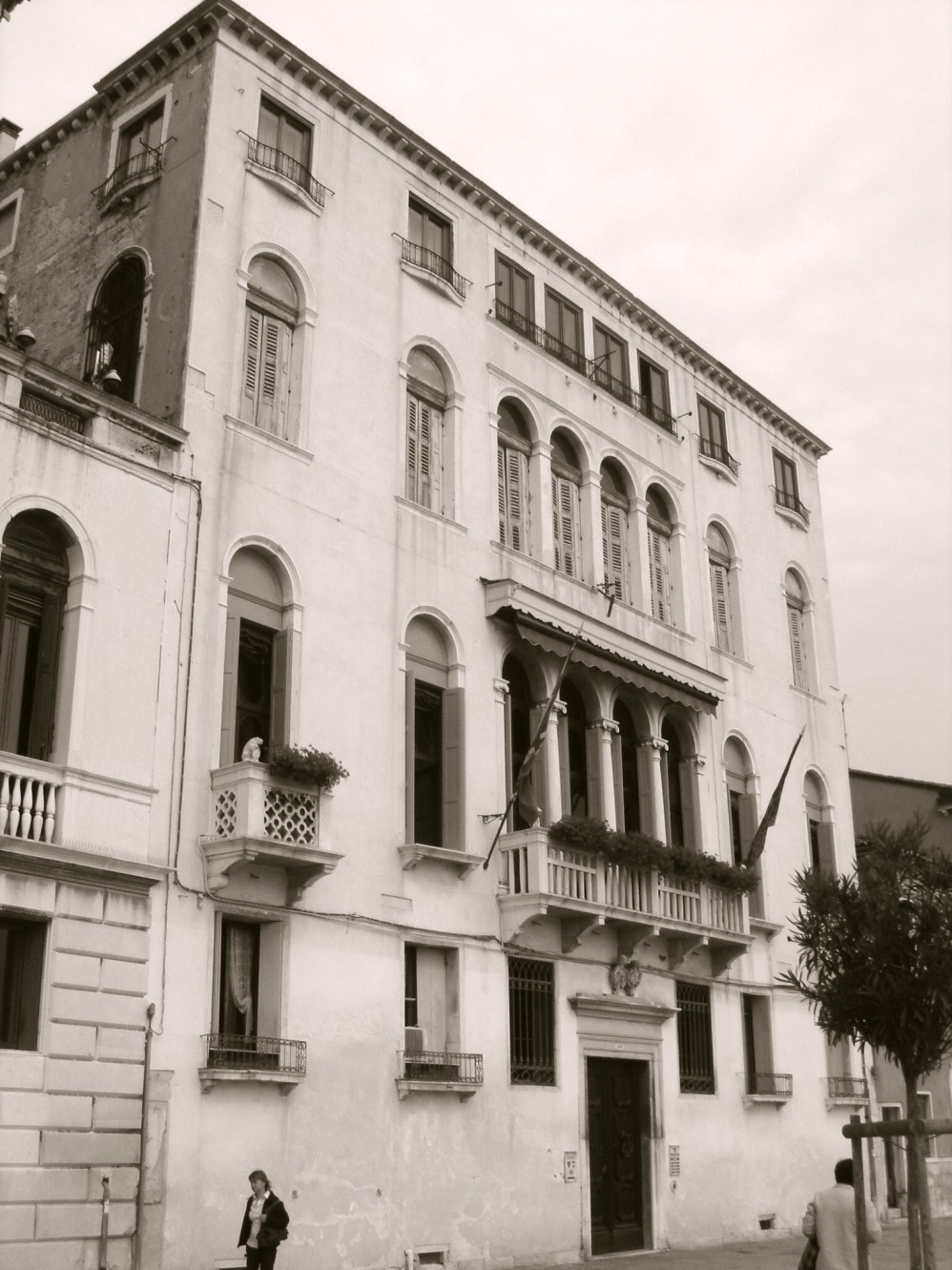
La façade du Palais Clary sur les Zattere
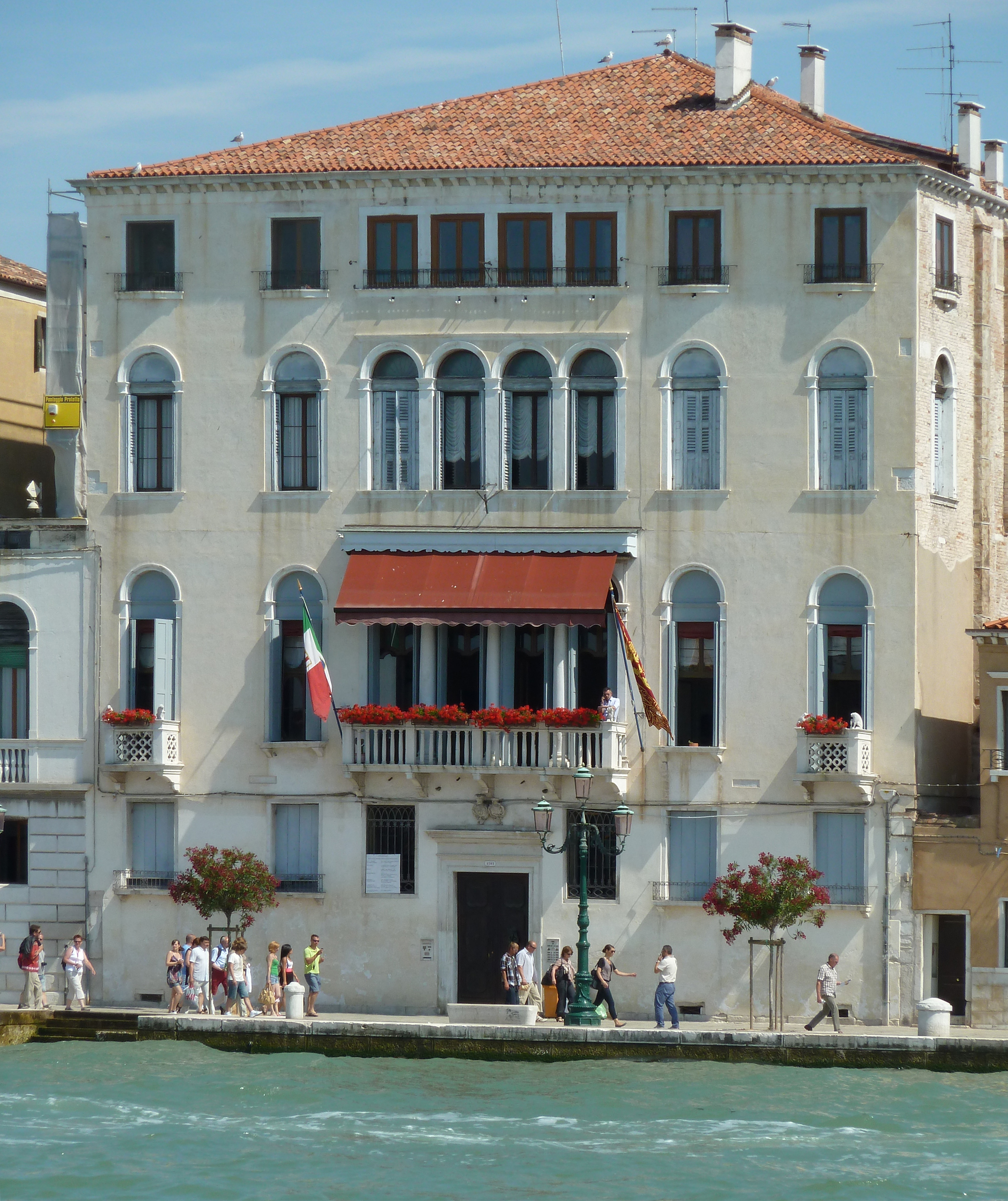
Vue du Palais Clary, Venise
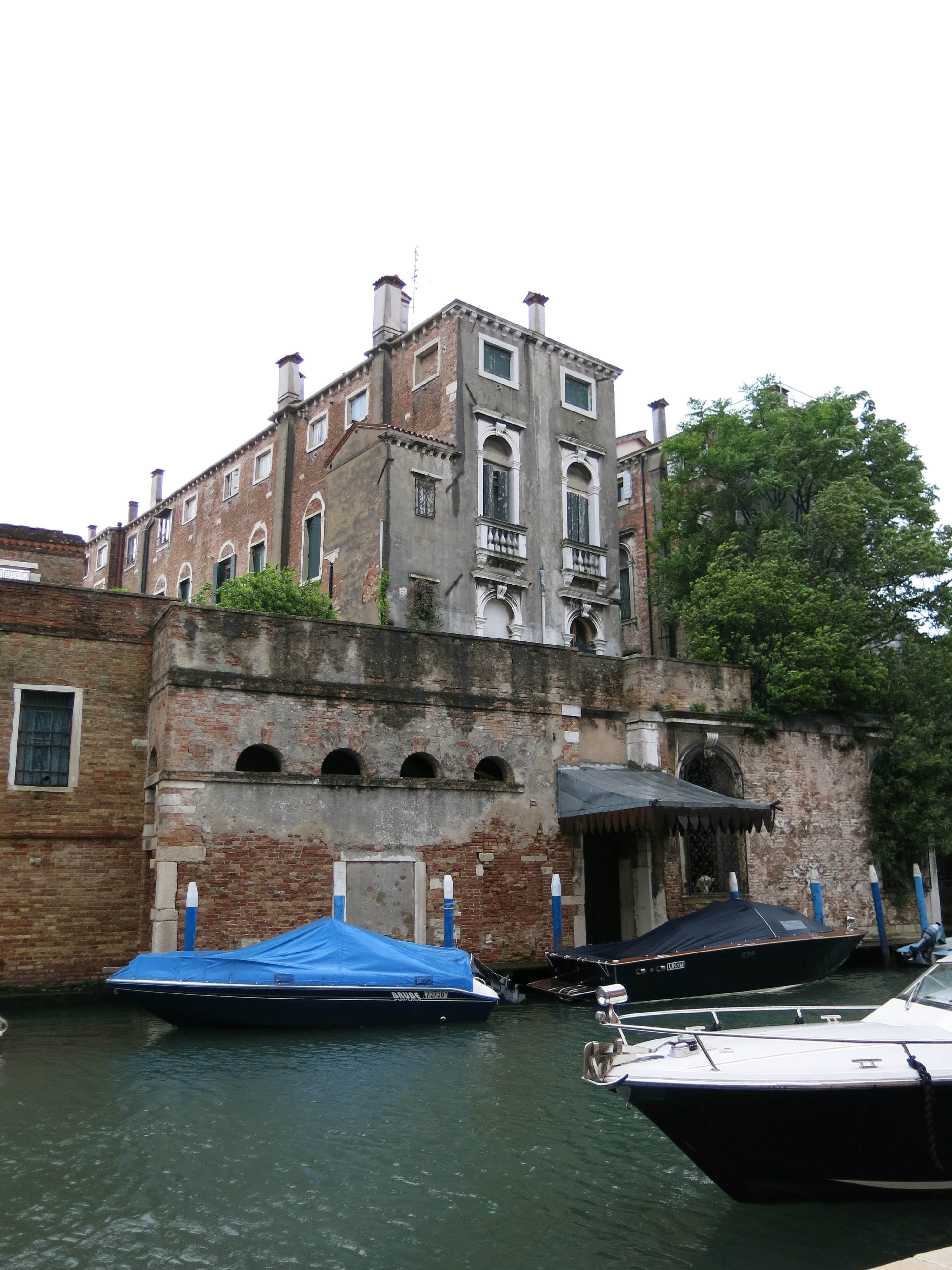
façade arrière du palais Clary
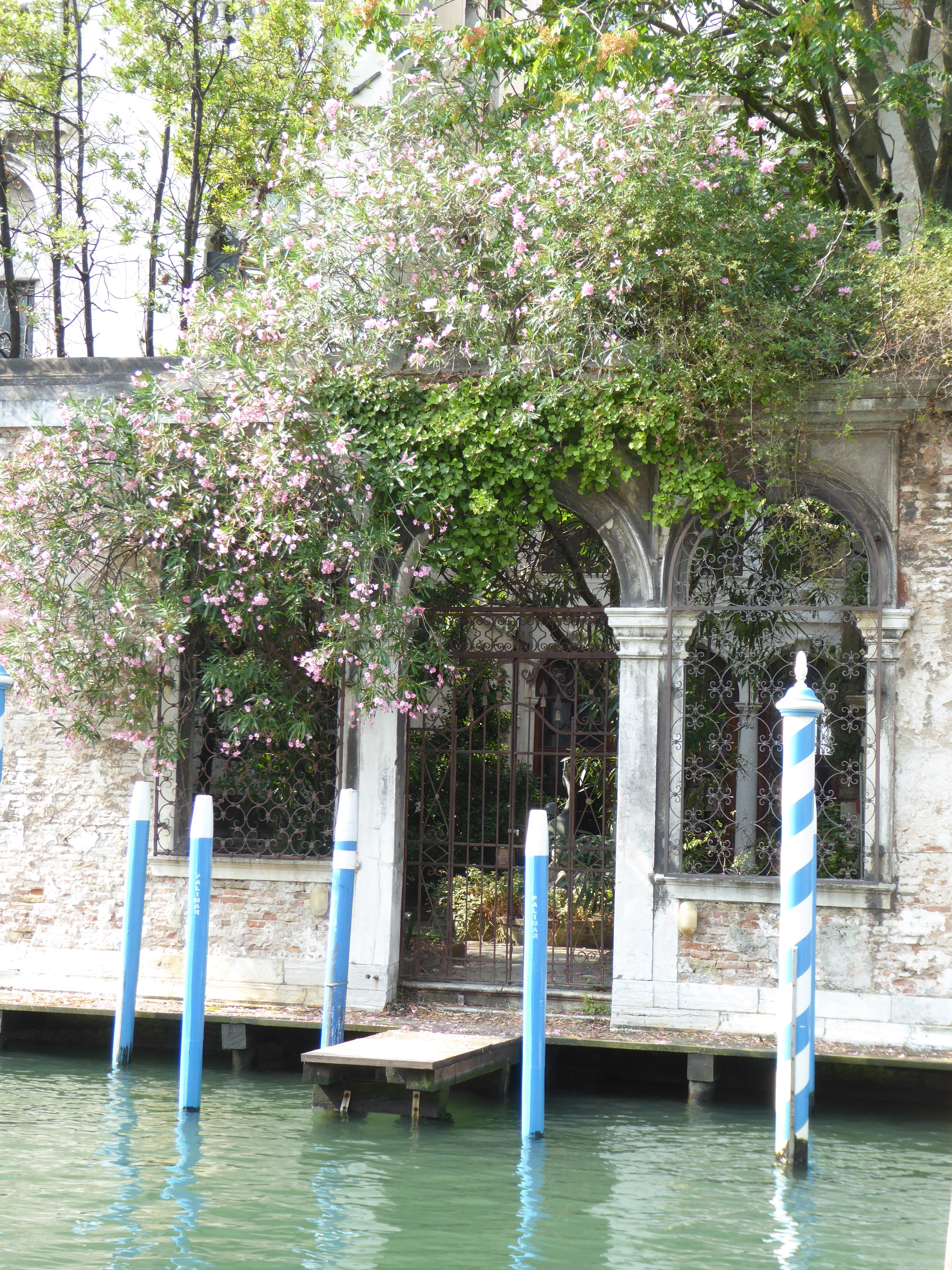
Débarcadère du palais sur le rio Ognissanti